# 鉄谷竜三
鉄谷　竜三（てつや　りゅうぞう、1972年4月22日 - ）は、熊本県出身の日本の柔道選手である。階級は78kg級。身長170cm。

## 経歴
柔道私塾の講道学舎に入るために上京すると、弦巻中学へ通うことになった。3年の時には全国中学校柔道大会の団体戦で3位になった。世田谷学園高校へ進むと、1年の時には全国高校選手権の団体戦で1年先輩の松本昌広や阿武貴宏、同級生の田辺勝とともに活躍して優勝を飾った。2年の時には金鷲旗で優勝するが、インターハイの団体戦では予選リーグで敗れて2年ぶり3度目の高校団体3冠(高校選手権、金鷲旗、インターハイ)はならなかった。全国高校選手権ではエースの田辺などとともに優勝を勝ち取った。3年の時には金鷲旗で2位、インターハイ団体戦でも2位にとどまったが、個人戦の中量級では3位に入った。
1991年には明治大学へ進学すると、1年の時には優勝大会決勝の東海大学戦で95kg超級の山田利彦に敗れるも、2年先輩の吉田秀彦や秀島大介、1年先輩の松本の活躍などにより19年ぶりとなる優勝を飾った。新人体重別78kg級では決勝で東洋大学1年の尾辻太輔に敗れた。2年の時には優勝大会でチームの2連覇に貢献した。ジュニア体重別では決勝で前年に続いて尾辻に敗れて2位だった。3年の時には体重別で3位になると、正力杯では決勝で京都産業大学4年の三宮功一を破って優勝を飾った。優勝大会では3位、正力国際では決勝で韓国の尹東植に効果で敗れて2位にとどまった。4年の時には正力杯で3位だった。
1995年には警視庁に入庁すると、1996年の全国警察柔道選手権大会では決勝で鹿児島県警の上村正を破って優勝を飾った。1998年の体重別では決勝で同じ警視庁の3年後輩となる窪田和則に敗れた。講道館杯でも決勝で講道学舎の2年後輩となるJRAの瀧本誠に敗れて2位だった。1999年には嘉納杯とロシア国際で3位になった。体重別でも3位だった。環太平洋柔道選手権大会では優勝を飾った。引退後は全日本男子ジュニアチームのコーチを務めた。

## 戦績
- 1987年 -　全国中学校柔道大会　団体戦　2位
- 1989年 -　全国高校選手権　団体戦　優勝
- 1989年 -　金鷲旗　優勝
- 1990年 -　全国高校選手権　団体戦　優勝
- 1990年 -　金鷲旗　2位
- 1990年 -　インターハイ　個人戦　中量級　3位　団体戦　2位

78kg級での戦績
- 1991年 -　優勝大会　優勝
- 1991年 -　新人体重別　2位
- 1992年 -　優勝大会　優勝
- 1992年 -　ジュニア体重別　2位
- 1993年 -　体重別　3位
- 1993年 -　正力杯　優勝
- 1993年 -　優勝大会　3位
- 1994年 -　正力国際　2位
- 1994年 -　正力杯　3位
- 1996年 -　全国警察柔道選手権大会　優勝
- 1997年 -　全国警察柔道選手権大会　3位

81kg級での戦績
- 1998年 -　体重別　2位
- 1998年 -　講道館杯　2位
- 1999年 -　嘉納杯　3位
- 1999年 -　ロシア国際　3位
- 1999年 -　体重別　3位
- 1999年 -　環太平洋柔道選手権大会　優勝

(出典、JudoInside.com)。